# Jiří Lundák
Jiří Lundák (* 31. August 1939 in Prag) ist ein ehemaliger tschechoslowakischer Ruderer, der zwei olympische Medaillen gewann. 

## Sportliche Karriere
Bei den Olympischen Spielen 1960 in Rom siegte der Deutschland-Achter vor dem Boot aus Kanada, dahinter gewann der tschechoslowakische Achter in der Besetzung Bohumil Janoušek, Jan Švéda, Jiří Lundák, Václav Pavkovič, Jan Jindra, Luděk Pojezný, Josef Věntus, Stanislav Lusk und Steuermann Miroslav Koníček die Bronzemedaille. Ebenfalls die Bronzemedaille gewann der tschechoslowakische Achter bei den Ruder-Europameisterschaften 1963 hinter den Booten aus Deutschland und der Sowjetunion. Bei den Olympischen Spielen 1964 in Tokio erhielt der tschechoslowakische Achter mit Petr Čermák, Jiří Lundák, Jan Mrvík, Július Toček, Josef Věntus, Luděk Pojezný, Bohumil Janoušek, Richard Nový und Steuermann Miroslav Koníček die Bronzemedaille hinter dem US-Achter und dem Deutschland-Achter.